# FUTURE FOLDER
「FUTURE FOLDER」（フューチャー・フォルダー）は、日本のロックバンド、TRICERATOPSの24thシングル。2008年7月2日 、tearbridge recordsよりリリース。 

## 内容
- レーベル移籍を経て1年10ヶ月ぶりのリリース。
- 初回生産限定盤と通常盤の2形態で発売。初回盤はDVD付（収録曲は後述）。CD+DVD作品はバンドにとっては今作が初めてである。

## 収録曲

### CD
1. FUTURE FOLDER (4:23)
（作詞・作曲：和田唱　編曲：TRICERATOPS）
2. THE SECOND STAR TO THE RIGHT / YOU CAN FLY! YOU CAN FLY! YOU CAN FLY! (3:49)
（作詞・作曲：Summy Fain　編曲：TRICERATOPS）
ディズニー映画『ピーターパン』挿入曲をメドレー形式でカバー。

### 初回特典DVD
1. "FUTURE FOLDER" MUSIC CLIP
2. MAKING OF FUTURE!!!